# Shin-Itabashi (métro de Tokyo)
Shin-Itabashi (新板橋駅, Shin-Itabashi-eki) est une station du métro de Tokyo sur la ligne Mita dans l'arrondissement d'Itabashi à Tokyo. Elle est exploitée par le Bureau des Transports de la Métropole de Tokyo (Toei).

## Situation sur le réseau
La station Shin-Itabashi est située au point kilométrique (PK) 17,0 de la ligne Mita.

## Histoire
La station a été inaugurée le 27 décembre 1968.

## Services aux voyageurs

### Accès et accueil
La station est ouverte tous les jours.
En moyenne, 28 697 voyageurs ont fréquenté quotidiennement la station en 2015.

### Desserte
- Ligne Mita :

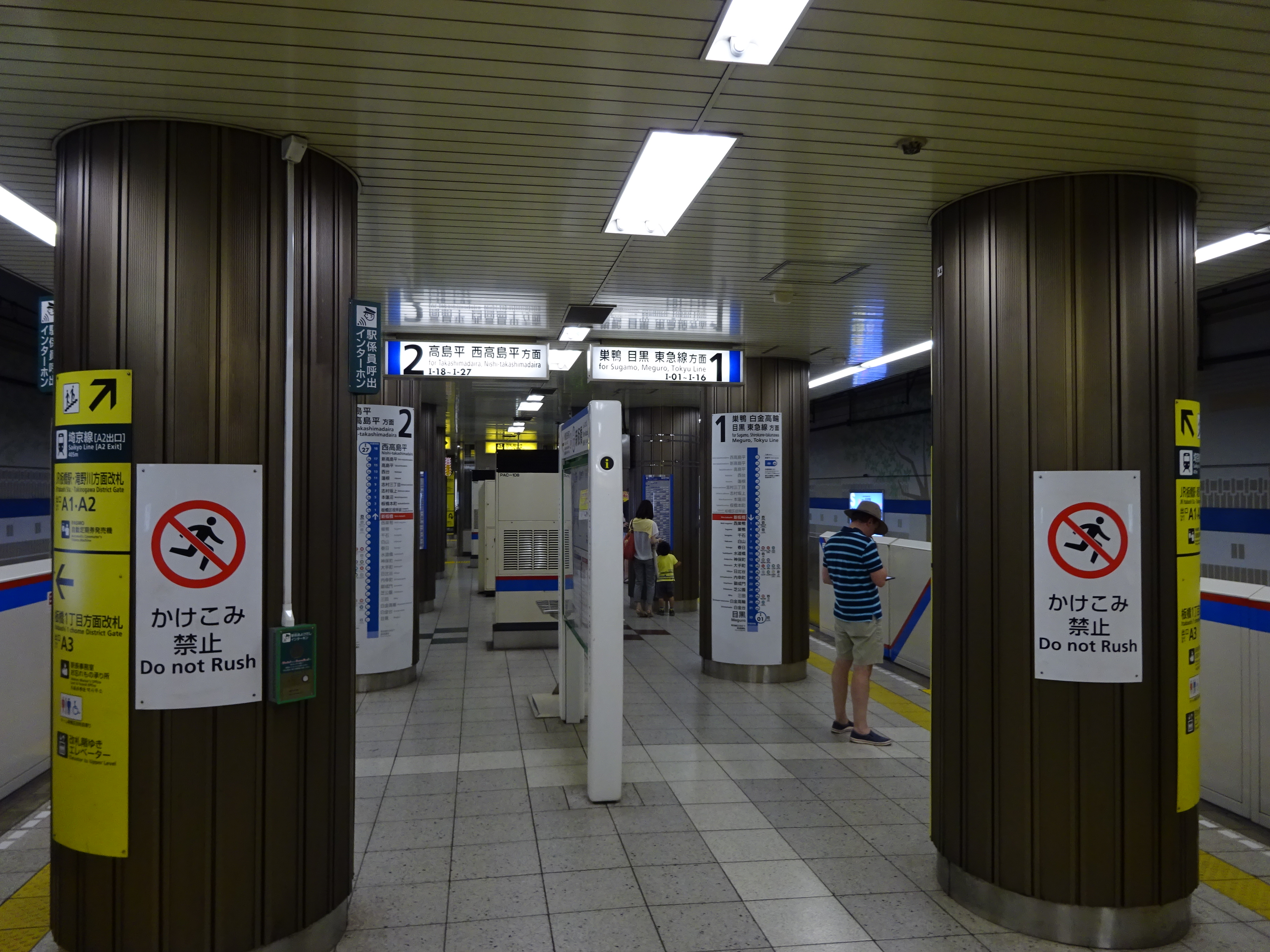
Quai de la station

  - voie 1 : direction Meguro (interconnexion avec la ligne Tōkyū Meguro pour Hiyoshi)
  - voie 2 : direction Nishi-Takashimadaira

### Intermodalité
La station est proche de la gare d'Itabashi (ligne Saikyō).